# Artur z Bretanii
Artur I Plantagenet, Artur Pogrobowiec (ur. 29 marca 1187, zm. prawd. kwiecień 1203) – był pogrobowym synem Godfryda II Plantageneta (syna króla Anglii – Henryka II Plantageneta i Eleonory Akwitańskiej) i Konstancji – księżnej Bretanii.

## Życiorys
Podczas pobytu króla Anglii Ryszarda Lwie Serce na III krucjacie, Konstancja ogłosiła Bretanię niepodległą i w 1196 r. zrzekła się korony na rzecz Artura. Kiedy Ryszard zmarł w 1199 r., jego młodszy brat Jan bez Ziemi natychmiast ogłosił się królem Anglii, ale francuska szlachta odmówiła uznania go królem – woleli Artura, który złożył hołd lenny z Bretanii, królowi Francji Filipowi II Augustowi i został przezeń pasowany na rycerza (Artur zresztą został ogłoszony przez Ryszarda następcą tronu na Sycylii w marcu 1191 r., ale król wycofał się z tego postanowienia w 1194 r.). W odpowiedzi na to posunięcie Jan w 1202 r. najechał na Francję.
Filip August uznał Artura za prawowitego księcia Bretanii, Andegawenii, Maine i Poitou, a nawet za następcę tronu Anglii. Następnie Artur zaatakował Poitou. Tam 31 lipca 1202 r. zaskoczył go Jan bez Ziemi pod zamkiem Mirebeau (gdzie Artur oblegał swoją babkę – Eleonorę Akwitańską), wziął młodzieńca do niewoli i uwięził w Falaise (jego strażnikiem był Hubert de Burgh). W tym samym czasie siostra Artura – Eleonora została również pojmana i uwięziona w Corfe. W następnym roku przeniesiono go do Rouen (tam strażnikiem był Wilhelm de Braose) – tu najprawdopodobniej 6 kwietnia 1203 Artur zniknął bez śladu.
Wokół tajemniczej śmierci Artura narosło wiele hipotez. Jedna z nich głosi, że strażnicy bali się wyrządzić młodemu księciu jakąkolwiek szkodę, więc został on zabity osobiście przez króla Jana, a jego ciało wrzucono do Sekwany. Roczniki Margam tak opisują śmierć księcia:
Po tym, jak król Jan pojmał księcia Artura, trzymał go w więzieniu żywego, ale później, w zamku Rouen, po obiedzie w czwartek przed Wielkanocą, kiedy król był pijany i w mocy szatana (ebrius et daemonio plenus), udusił on księcia własnymi rękoma, po czym przywiązawszy do jego ciała ciężki kamień, wrzucił je do rzeki Sekwany. Ciało zostało odkryte przez rybaka, po tym, jak zaplątało się w jego sieci. Wyciągnięte na brzeg zostało rozpoznane. Urządzono mu, w obawie przed gniewem tyrana, sekretny pogrzeb w opactwie Bec zwany Norte Dame de Pres.
De Braose pozostawał długo w zaszczytach u króla po śmierci Artura. Był więc uznawany za wspólnika zbrodni. Żona Wilhelma, Maud, oskarżyła pewnego razu króla o zabicie księcia Bretanii. Ona i jej najstarszy syn zostali za to uwięzieni i zagłodzeni. De Braose uciekł do Francji, gdzie miał opublikować historię śmierci Artura, ale dokument ów zaginął.
Postać Artura występuje w sztuce Williama Shakespeare’a Król Jan. W sztuce książę ginie skacząc z okna wieży podczas próby ucieczki. W XIX w. bretoński poeta Auguste Brizeux napisał wiersz La chasse du Prince Arthur. Książę jest również głównym bohaterem książki Fredericka Rolfe'a Hubert's Arthur, która przedstawia alternatywną historię księcia, który jakoby został ocalony przez Huberta de Burgh i udał się wraz z nim na pielgrzymkę do Ziemi Świętej, zostając królem Jerozolimy. Artur wraca następnie do Anglii i pokonuje króla Jana i jego syna Henryka, zabijając ich obydwu. Po latach rządów przegrywa walkę z buntownikami Szymona z Montfort i ginie.
Na podstawie poematu Brizeux, bretoński kompozytor Joseph-Guy Ropatz napisał poemat symfoniczny pod tym samym tytułem. Bretońska grupa folkowa Tri Yann napisała piosenkę o życiu księcia Artura.